# 神勅
神勅（しんちょく、旧字体：神󠄀敕）とは神の与えた命令、またその文書をさす言葉である。

## 三大神勅
『日本書紀』の天孫降臨の段で天照大神が孫の瓊瓊杵尊らに下した以下の3つの神勅（三大神勅）のことを指す。
- 天壌無窮の神勅 - 葦原千五百秋瑞穂の国は、是、吾が子孫の王たるべき地なり。爾皇孫、就きて治らせ。行矣。宝祚之隆えまさむこと、当に天壌と窮り無かるべし。
- 宝鏡奉斎の神勅 - 吾が児、此の宝鏡を視まさむこと、当に吾を視るがごとくすべし。与に床を同くし殿を共にして、斎の鏡となすべし。
- 斎庭（ゆにわ）の稲穂の神勅 - 吾が高天原に所御す斎庭の穂を以て、亦吾が児に御せまつるべし。

さらに、同段で天照大神が臣下の天児屋命・太玉命に下した侍殿防護の神勅、高御産巣日神の下した神籬磐境の神勅。この２つの神勅を併せて「五大神勅」という。
- 侍殿防護の神勅 - 願はくは、爾二神、また同じく殿の内に侍ひて、善く防ぎ護ることをなせ。
- 神籬磐境の神勅 - 吾は則ち天津神籬た天津磐境を起樹てて、まさに吾孫の御為に齋ひ奉らむ。汝､天児屋命・太玉命、宜しく天津神籬を持ちて、葦原中国に降りて、また吾孫の御為に齋ひ奉れと。

『古事記』の葦原中国平定の段には「豊葦原の千秋長五百秋の水穂国は我が御子正勝吾勝勝速日天忍穂耳命の知らす国なり」天孫降臨の段にも「この豊葦原水穂国は、汝（邇邇芸命）知らさむ国ぞと言依さしたまふ」という同様の文章がある。文章はそれぞれに異るが、天照大神の子孫が君主となって日本を治めることは、神の意志に基づくものであるとする内容が共通しており、瓊瓊杵尊の曾孫磐余彦が神武天皇として即位して以来、その地位が皇室によって受け継がれてきたとしている。戦前期にあっては、天皇が日本の国体であることの、法制的・歴史的・宗教的根拠となった（万世一系の項参照）。

## 宗像三女神の神勅
記紀に於いて、天照大神がアマテラスとスサノオの誓約で誕生した宗像三女神を、天孫降臨より以前に日本と大陸の間を結ぶ海の島々（海北道中、胸形之奥津宮、中津宮、邊津宮）に降臨させた女神らで、宗像大神ともいう。日本書紀には「道主貴」と記述される。
『汝三神は、宜しく道中に降居して、天孫を助け奉り、天孫の為に祭られよ』と神勅を授けられた。宗像三宮は記紀に記載された御神名と鎮座地が明確に記述されたものでは最も古い。

## 解説
神勅については、近世以前までは国学者などを別にすればさほど意識されることのないものであったが、明治後期以降、急速な近代化の進展にともなって、共和政体や共産主義を志向する勢力の伸長や、天皇機関説が憲法学説において目を引くようになると、これに対抗するための理論的根拠として用いられることが多くなり、特に戦中にあっては皇国史観や国体論とともに、政府公認の思想を支える基盤のひとつとなった。